# 曹蘭
曹蘭（1968年5月19日—），臺灣臺北市人，籍貫河南省，曾為綜藝節目主持人與女歌手，現在於臺東縣務農。

## 概況
曹蘭父母育有三女：長女曹萱、次女曹蘭、么女曹琳，母親為豫劇演員劉海燕；三姊妹於2004年9月20日在中天綜合台《康熙來了》首次公開合體。曹萱未曾進入演藝圈，曹琳是小貓隊第一代成員。電視劇製作人劉淞山是曹家三姊妹的舅舅。少年的曹蘭因口條不錯而被綜藝節目製作人王鈞相中，1985年在華視連續劇《一代佳人》中飾演丫鬟。
1987年，曹蘭參加華視訓練中心演員訓練班，王鈞說她外型一輩子不可能當女主角，但主持很有風格，建議她走可以長久做的綜藝路線。曹蘭曾是華視一線主持人，挑大樑主持《TV新秀爭霸站》、《好彩頭》、《綜藝萬花筒》、《綜藝總動員》、《頑皮家族》、《大家開獎》、《抱喜報喜DoReMi》、《勁歌金曲五十年》等紅極一時的華視綜藝節目，曾一度被視為張小燕接班人。
曹蘭與王鈞合作多年。曹蘭第一次在綜藝節目扮醜是在華視《鑽石舞台》穿超人裝、戴爆炸頭假髮，因內心抗拒而當場哭出來，被王鈞飆罵「哭什麼哭！哭了就能解決問題嗎」；最後由馬世莉接下本次扮醜。
1997年演藝事業高峰時，曹蘭選擇到日本留學，中斷事業多年，被同是張小燕得意門生的陶晶瑩取代成為主持一線一姐。赴日留學以前，曹蘭把翡翠灣一間還在繳房貸的房子送給王鈞。留學期間，曹蘭與日籍男友片岡氏（本名不公開）共同生活。2004年，曹蘭學成返台，一返台就成為王鈞製作的中視綜藝節目《喜從天降》的整人對象。2019年6月28日，曹蘭在華視《超級同學會》證實已經與片岡氏登記結婚，而且搬離臺北市4層樓公寓、定居臺東縣海邊平房，以後會以遠距教學繼續教日語。
曹蘭曾參與《綜藝萬花筒》的「各說各話」單元，扮演檳榔姊妹花的「包葉仔」、金賽夫人、賽金花（Golden Flower賽）、曹小猜、張小芳、曹虎男、曹福氣、有為青年、宮澤不理惠、大芋頭、東風不敗、葉欠吻、曹小紅、歐陽揮揮、青蛇、曹雅琴、芝麻綠豆官、阿不信、楊蘭花、黃金奶奶、法國大貴婦、蘭丫頭等諸多角色大受歡迎。
曹蘭也主持新加坡電視機構《原來如此》、東森綜合台《曹蘭日本流行報》、東森綜合台《寵物鑑定團》、東森新聞S台《非常電視通》、東森綜合台《天天紅不讓》、東風衛視《無敵鐵金剛》、三立都會台《魔法生活王》、東森綜合台《消費估估樂》、八大第一台《WTO姐妹會》、愛爾達綜合台《美麗不妥協》。2008年6月曹蘭在台北市與友人開辦日語教室「曹蘭日語」，2012年7月結束主持《WTO姐妹會》。
曹蘭發行過三張唱片專輯《好朋友》、《白雪壞公主》、《MAGIC GIRL》，成名曲為《你給我記住》、《白雪壞公主》、《中国香肠》。

## 主持作品

### 主持節目
| 年份                        | 頻道           | 節目               | 備註                                                        |
| --------------------------- | -------------- | ------------------ | ----------------------------------------------------------- |
|                             | 華視           | 《鑽石舞台》       | 助理主持人                                                  |
|                             | 華視           | 《TV新秀爭霸站》   | 與湯志偉合作，開播時節目名稱《青春大對抗》                  |
|                             | 華視           | 《好彩頭》         | 分別與卜學亮、曹啟泰合作                                    |
|                             | 華視           | 《綜藝總動員》     | 與方芳芳合作                                                |
|                             | 華視           | 《勁歌金曲五十年》 | 與姚黛瑋合作                                                |
| 1995年7月~1996年12月13日    | 華視           | 《綜藝萬花筒》     | 先與黃子佼合作，後與董至成、許效舜合作（綜藝節目）          |
|                             | 華視           | 《頑皮家族》       | 助理主持人                                                  |
|                             | 華視           | 《抱喜報喜》       | 與澎恰恰、黃子佼合作                                        |
|                             | 華視           | 《抱喜報喜DoReMi》 |                                                             |
|                             | 華視           | 《大家開獎》       | 與蘇有朋、董至成合作（益智節目）                            |
|                             | 華視           | 《2014永遠的星星》 | 與曾國城、方芳芳、黃子佼主持（除夕至大年初三特別節目）      |
|                             | 新加坡電視機構 | 《原來如此》       |                                                             |
| 2002年~2006年               | 東森綜合台     | 《生活智慧王》     | 與王月合作（生活類綜藝節目 入圍第38屆金鐘獎娛樂綜藝節目獎） |
|                             | 東森綜合台     | 《曹蘭日本流行報》 |                                                             |
|                             | 東森綜合台     | 《寵物鑑定團》     |                                                             |
|                             | 東森新聞S台    | 《非常電視通》     | 與陽帆合作                                                  |
|                             | 東森綜合台     | 《天天紅不讓》     | 與徐乃麟合作                                                |
|                             | 東風衛視       | 《無敵鐵金剛》     | 與王月、許效舜合作                                          |
| 2007年3月5日~2007年8月      | 三立都會台     | 《魔法生活王》     | 與新人謝健忠 (安東尼)合作（生活類綜藝節目）                 |
| 2009年1月12日~2010年11月3日 | 東森綜合台     | 《消費估估樂》     | 與陽帆合作（估價節目）                                      |
| 2011年                      | 八大綜合台     | 《非常好運》       | 命理節目                                                    |
| 2011年7月4日─2012年7月19日  | 八大第一台     | 《WTO姐妹會》      |                                                             |
| 2013年                      | 愛爾達綜合台   | 《美麗不妥協》     |                                                             |
| 2016年                      | 三立台灣台     | 《青春好7淘》      |                                                             |

### 大型晚會主持
- 統一夢公園巡迴選拔賽共12場（與曹啟泰共同主持）
- 成功嶺勞軍晚會
- 鄧麗君勞軍晚會
- 金馬獎與民生報抽獎晚會
- 第27屆金馬獎頒獎典禮星光大道（與曹啟泰共同主持）
- 2004年東森得意購跨年晚會
- 2005年唐澤壽明來台宣傳電影《永恆的愛》，擔任記者會及首映主持人

## 演出作品

### 電視劇
| 年份   | 頻道            | 劇名               | 飾演         |
| ------ | --------------- | ------------------ | ------------ |
| 1985年 | 華視            | 一代佳人           | 藍蘭         |
| 1985年 | 台視            | 笑傲江湖           | 曲非煙       |
| 1985年 | 台視            | 楓葉盟             | 劉燕姑       |
| 1985年 | 中視            | 大將軍與小鳳仙     | 池玉蓮       |
| 1987年 | 華視            | 新孟麗君           | 榮蘭         |
| 1987年 | 華視            | 神仙一把抓         | 羞花         |
| 1988年 | 華視            | 掌聲響起           | 小咪         |
| 1988年 | 華視            | 京华烟云           | 孔環兒       |
| 2001年 | 台視            | 吐司男之吻         |              |
| 2001年 | 中視            | 食人家族           |              |
| 2002年 | 大愛電視        | 溫馨醫世情         | 護士         |
| 2005年 | 東森綜合台      | 艾曼紐要怎樣       | 林嬌         |
| 2006年 | 東森綜合台      | 麻辣一家親         | 曹美人       |
| 2017年 | CHOCO TV        | 老爸上身           | 梁惠珊       |
| 2017年 | 緯來電影台      | 台妹向前衝         |              |
| 2018年 | 台視/東森綜合台 | 艾蜜麗的五件事     | 黃寶琴       |
| 2021年 | TVBS歡樂台      | 女力報到－愛情公寓 | 蔡麗琴       |
| 2021年 | 台視/東森戲劇台 | 2049－幸福話術     | 傅大楷的媽媽 |
| 2022年 | MOD/Hami Video  | 我願意             | 編劇統籌     |
| 2024年 | 八大戲劇台      | 太太太厲害         | 麗玲         |
| 2024年 | 東森戲劇台      | 不愛，愛           | 水果攤老闆娘 |
| 2026年 |                 | 向流星許願的我們   |              |

### 電影
| 年份   | 片名               | 飾演   | 導演           |
| ------ | ------------------ | ------ | -------------- |
| 1988年 | 《記得當時年紀小》 | 花婷婷 |                |
| 1989年 | 《風雨操場》       |        | 金鰲勳         |
| 1995年 | 《台北愛情故事》   |        |                |
| 2011年 | 《戀愛恐慌症》     | 冰姨   | 龍毅           |
| 2021年 | 《跟你老婆去旅行》 | 護理師 | 林孝謙         |
| 2021年 | 《揭大歡喜》       | 金A    | 陳宏一、魏瑛娟 |
| 2021年 | 《女優，摔吧！》   | 順姨   | 周美豫         |
| 2021年 | 《一家之主》       | 羅珍妮 | 王希捷         |

## 音樂作品

### 唱片
| 專輯 | 發行日期 | 專輯名稱                       | 製作/發行                        | 語言 | 曲目 |
| ---- | -------- | ------------------------------ | -------------------------------- | ---- | --- |
| 1    | 1989年   | 好朋友：曹蘭鬧翻天第1輯        | 比特音樂製作，滾石有聲出版社發行 | 國語 | 曲目 1. 你給我記住 2. 好朋友 3. 頑皮家族 4. 環遊世界五分鐘 5. 電視節目 6. 別再補習 7. 郎與狼 8. 夢錢 9. 中國香腸 10. 愛情的騙子                         |
| 2    | 1989年   | 白雪壞公主：曹蘭鬧翻天第2輯    | 比特音樂製作，滾石有聲出版社發行 | 國語 | 曲目 1. 白雪壞公主 2. 多愛你一些些 3. 新年快樂 4. 上課鈴 5. 大驚奇 6. 半夜不回家 7. 哦！媽媽 8. 環遊中華五分鐘 9. 百戰小泰山 10. 多愛你一些些（戀曲篇） |
| 3    | 1992年   | MAGIC GIRL：現代阿拉丁傳奇物語 | 飛宇有限公司製作，科藝百代發行   | 國語 | 曲目 1. 魔法少女 2. 童言無忌Ⅰ 3. 透視你 4. 讓年輕發飆 5. 我的心從不說謊 6. 一個人的黨 7. 愛情地圖 8. 驚奇就在你身邊 9. 貼心 10. 童言無忌Ⅱ               |

### 廣告代言
- 西陵電子《西陵電話》
- 1989年咪咪樂企業《金蝦杷》
- 台灣森永製菓《森永詩憶奶香糖》（與謝祖武合作）[5]
- 華元食品《波的多洋芋片》
- 愛之味《愛之味甜辣醬》
- 佳格食品《桂格燕麥粥》
- 2003年統一企業《統一鮮乳》
- 2003年統一企業《滿漢米香腸》
- 2004年台塑生醫《台塑超濃縮洗衣粉》
- 2005年統一超商icash
- 2011年賽珍珠基金會愛心大使
- 2018年震達科技《震達芙婷寶》

## 獎項

### 兒歌金曲頒獎典禮
| 年份 | 獲提名     | 獎項                         | 結果 |
| ---- | ---------- | ---------------------------- | ---- |
| 1992 | 你給我記住 | 兒歌金曲頒獎典禮十大兒歌金曲 | 獲獎 |

### 電視金鐘獎
| 年份 | 獲提名         | 獎項                         | 結果 |
| ---- | -------------- | ---------------------------- | ---- |
| 1995 | 《綜藝總動員》 | 第30屆金鐘獎綜藝節目主持人獎 | 提名 |

## 外部連結
- 曹蘭的新浪微博
- 曹蘭蘭蘭蘭的Facebook專頁
- 曹蘭在互联网电影资料库（IMDb）上的資料（英文）
- 曹蘭在香港影庫上的簡介